# Hans von und zu Aufseß

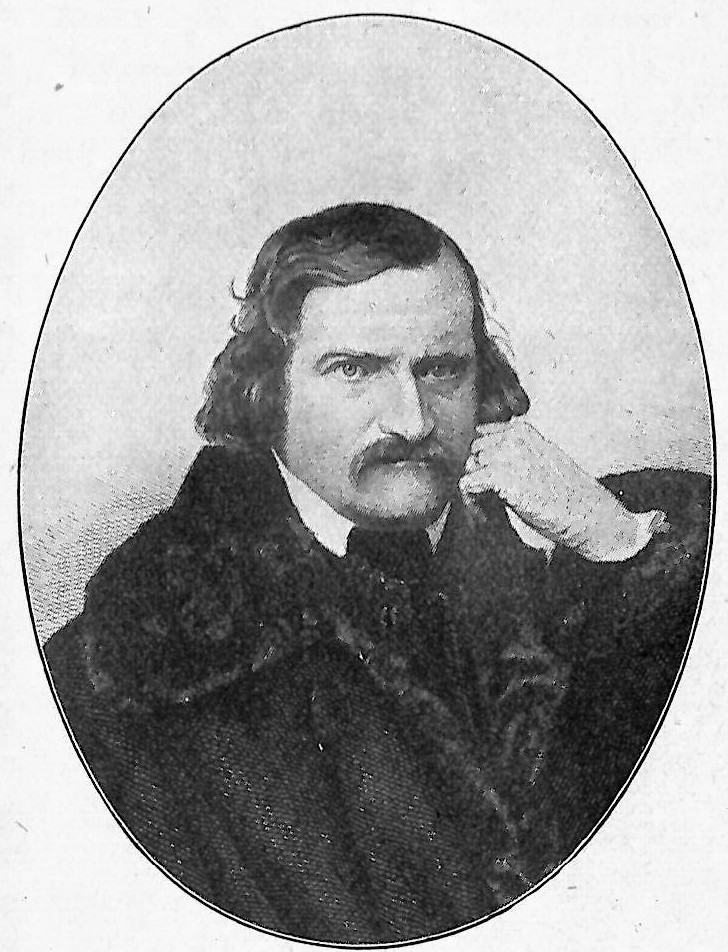
Hans von und zu Aufseß

Hans Philipp Werner Freiherr von und zu Aufseß (* 7. September 1801 auf Schloss Oberaufseß; † 6. Mai 1872 in Münsterlingen) war ein deutscher Altertumsforscher und Gründer des Germanischen Museums (heute Germanisches Nationalmuseum) in Nürnberg.

## Leben

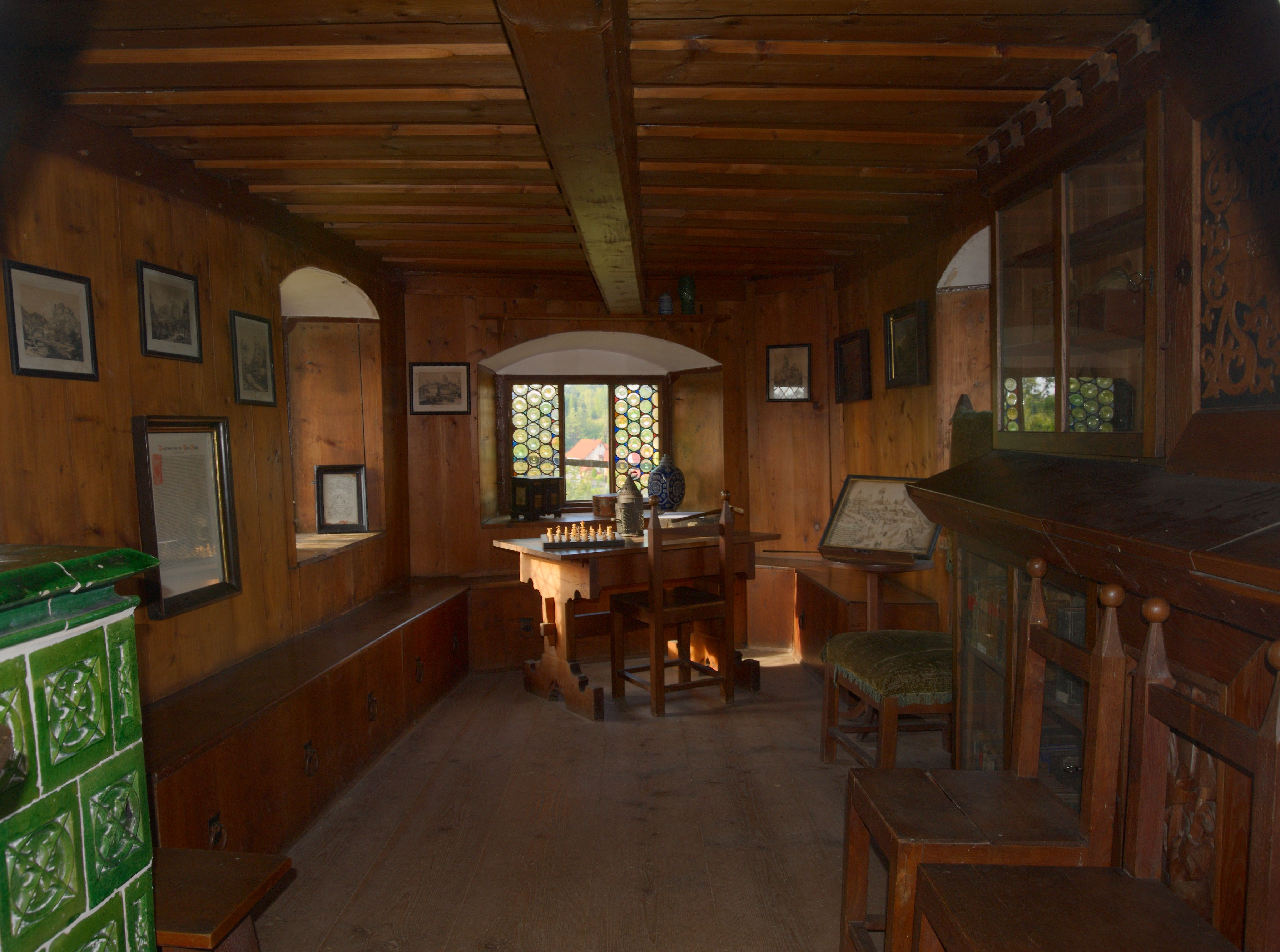
Studierzimmer des Hans Freiherr von und zu Aufseß im Schloss Unteraufseß

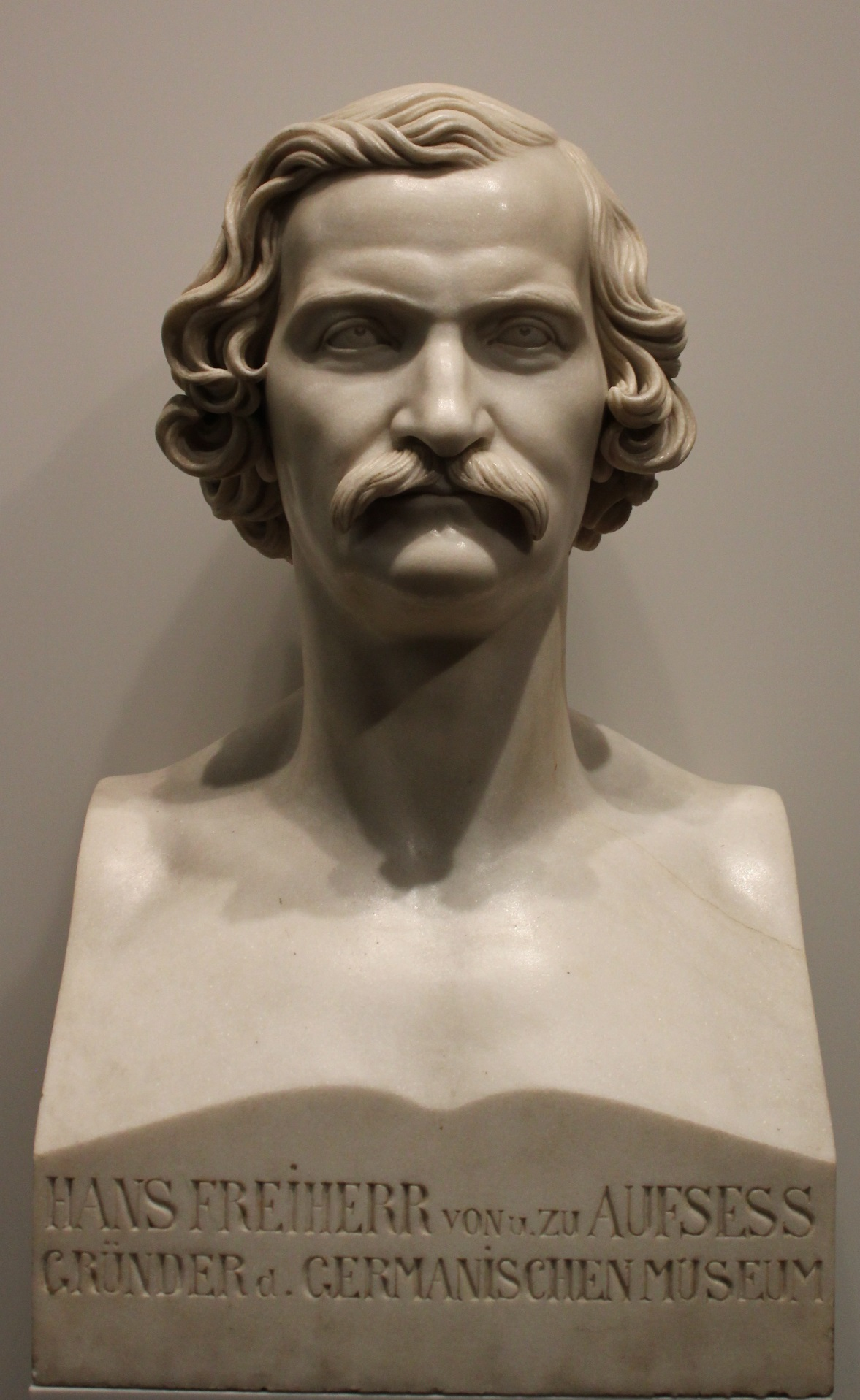
Porträtbüste des Hans Freiherr von und zu Aufseß im Germanischen Nationalmuseum

Hans Freiherr von und zu Aufseß entstammte dem alten fränkischen Adelsgeschlecht der Familie von Aufseß, das seinen Stammsitz auf Schloss Unteraufseß in der oberfränkischen Gemeinde Aufseß hat, und war der Sohn des Gutsbesitzers Friedrich Wilhelm von Aufseß. Im Schloss hatte er seine bescheidene und weltabgewandte Wohnung, die er trotz seiner Übersiedlung 1832 nach Nürnberg weiterhin unterhielt. Er studierte von 1816 bis 1820 in Erlangen Rechtswissenschaften, wo er 1817 bei der Gründung der Erlanger Burschenschaft beteiligt war. Im Jahre 1818 wurde er in die Erlanger Freimaurerloge Libanon zu den drei Cedern aufgenommen. Anschließend arbeitete er zwei Jahre lang an den königlichen Landgerichten Bayreuth und Gräfenberg und unternahm mehrere wissenschaftliche Reisen. Nachdem er 1822 die Würde eines Doktors der Rechte erlangt hatte, schied er aus dem Staatsdienst aus, um die Verwaltung der Familiengüter zu übernehmen. Seine Freizeit widmete er geschichtlichen Studien über die deutsche Vorzeit sowie der Anlage einer Bibliothek und einer deutschen Kunst- und Altertumssammlung. Aus Familienurkunden stellte er eine Geschichte seines Geschlechts zusammen, die 1838 im Druck erschien.
Seine Aktivitäten waren geprägt von den Ideen der ausklingenden Romantik, den deutschnationalen Gedanken und der Mittelalterbegeisterung der damaligen Zeit. Ab 1832 gab er zusammen mit Franz Josef Mone (1796–1871), dem Leiter des Generallandesarchivs in Karlsruhe, die vielbeachtete wissenschaftliche Zeitschrift Anzeiger für Kunde der deutschen Vorzeit heraus. 1833 begründete er in Nürnberg eine Gesellschaft für Erhaltung der Denkmäler Älterer Deutscher Geschichte, Literatur und Kunst.
Schon 1830 hatte der bayerische König Ludwig I. die Gründung eines deutsch-historischen Museums angeregt, die Verwirklichung stieß jedoch lange Zeit auf Hindernisse. Erst 1846 nahm von Aufseß die Anregung des Königs wieder auf und siedelte 1848 nach Nürnberg über, wo er im Pilatushaus am Tiergärtnertor wohnte. Im Stillen arbeitete er dort bis 1852 an der Umsetzung dieser Idee und war schließlich bis 1862 erster Vorstand des neuen Instituts, für das von der Regierung die Nürnberger Kartause zur Verfügung gestellt wurde. Er erwarb sich große Verdienste um die Einrichtung des Museums, dem er auch seine eigenen Sammlungen abtrat. Ab 1854 war er korrespondierendes Mitglied der Bayerischen Akademie der Wissenschaften, ab 1859 auswärtiges Mitglied.
Die letzten Jahre seines Lebens lebte er auf seinem Gut in Kressbronn am Bodensee. Dort war er Mitbegründer des Vereins für Geschichte des Bodensees und seiner Umgebung, in dessen Vorstand er das Königreich Bayern vertrat. Er starb 1872 in Münsterlingen im schweizerischen Kanton Thurgau an den Folgen einer Verletzung, die ihm aufgebrachte junge Leute bei der Eröffnung der Universität Straßburg zugefügt hatten, weil sie ihn fälschlicherweise für einen Franzosenfreund hielten.
Hans von und zu Aufseß war ein Großonkel des Juristen und Schriftstellers Hans Max von Aufseß.
Ein Teil seines schriftlichen Nachlasses befindet sich im Germanischen Nationalmuseum in Nürnberg.

## Würdigung
- Nach ihm sind der Aufseßplatz in Nürnberg, der Aufseßsaal im Germanischen Nationalmuseum, die Aufseßstraße in Erlangen und die Von-Aufsess-Straße in Kressbronn benannt.
- Eine Büste von ihm steht in der Ruhmeshalle in München.

## Schriften (Auswahl)
- Geschichte des Hauses Aufsess. Des Ritterlichen freien Adels zu Franken Leben und Sitten in einzelnen historischen Abhandlungen und Erzählungen dargestellt. Älteste Geschichte bis 1338 mit 2 Siegelabbildungen, Band 1 [kein weiterer Band erschienen]. Bayreuth 1838.
- Über den einzig wahren Ehescheidungsgrund in der christlichen Kirche so wie in christlichen Staaten. Bayreuth 1838.
- Rechtsverhältniss des Privat-Gottesdienstes und des öffentlichen Gottesdienstes. Blaesing, Erlangen 1845.

Herausgeberschaft
- Anzeiger für Kunde des deutschen Mittelalters. 1 (1832) – 3 (1834).

Online vorliegende Aufsätze
- Vortrag zur Erklärung eines in photographischer Nachbildung vorgelegten Kupferstichwerkes eines unbekannten Meisters aus dem Anfang des 16. Jahrhunderts zur Erinnerung an den s. g. Schwabenkrieg von 1499. In: Schriften des Vereins für Geschichte des Bodensees und seiner Umgebung, 1. Jg. 1869, S. 63–73 (bodenseebibliotheken.eu Digitalisat) und 2. Jg. 1870, S. 99–113. (bodenseebibliotheken.eu Digitalisat).
- Die deutsche Kaiserkrone in Buchhorn. In: Schriften des Vereins für Geschichte des Bodensees und seiner Umgebung, 2. Jg. 1870, S. 218–219. (bodenseebibliotheken.eu Digitalisat).
- Ein alter Holzschnitt mit Volkslied über die Schlacht von Dornach 1499. In: Schriften des Vereins für Geschichte des Bodensees und seiner Umgebung, 3. Jg. 1872, S. 128–138. (bodenseebibliotheken.eu Digitalisat).